# Verbena ovata
Verbena ovata — вид трав'янистих рослин родини Вербенові (Verbenaceae), зростає в пн.-сх. Аргентині, Парагваї й пд. Бразилії.

## Опис
Багаторічна трав'яниста рослина заввишки до 1.6 м. Стебла прямостійні, мало розгалужені. Листки шорсткі на дотик, сидячі, 5–6(9) × 3–4.5(5.5) см, цілі, в основному яйцюваті; поля нерівно-зубчасті за винятком базальної частини; верхівкова від тупої до гострої; з вираженим жилкуванням на нижній стороні. Квіткові приквітки довжиною 5–7 мм, вузько-еліптичні, з гострою верхівкою, завжди перевершують чашечку довжиною і виступають з колосся.
Чашечка довжиною 3.2–3.4(4.5) мм з 5 трикутними зубцями, гостра, рідко притиснуто запушена. Віночок бузковий, пурпуруватий, іноді блакитний, пурпуровий; трубка віночка 0.8–1(1.2) см завдовжки, зовні ворсиста. Верхні тичинки сполучені.

## Поширення
Країни поширення: пд. Бразилія, пн.-сх. Аргентина, Парагвай. Вид живе на болотистих або низьких полях.